# 小行星2021
小行星2021（2021 Poincare）是一颗围绕太阳公转的小行星。1936年6月26日，路易·博耶在阿尔及尔发现了此天体。
該小行星以法國數學家亨利·龐加萊命名。
这颗小行星的绝对星等为13.48等。